# El cafè de la Marina
El cafè de la Marina (1933) es una obra de teatro escrita por Josep Maria de Sagarra en verso decasílabo, sin rima y alejada de las modas teatrales de su época, ya que como en muchas de sus otras obras suyas no intentaba innovar, sino que partía de temas tradicionales para construir la obra. Estas piezas, como muchas otras, tuvieron un gran éxito.

## Autor
Josep Maria de Sagarra (Barcelona, 1894 a 1961) es un autor que, a pesar de vivir durante la primera mitad del siglo XX, cultiva una literatura encabezada por Jacinto Verdaguer y Pitarra como modelos, y tiene obras muy conocidas, tanto de novela: Vida privada es un retrato de la decadencia de la aristocracia barcelonesa muy exitoso, como de poesía: Canciones de remo y de vela se convierte en un referente de la poesía para ser recitada, o de teatro: El hostal de la Gloria o El café de la Marina son obras de teatro moderno arraigado a los esquemas guimeraniana que llenará teatros para tocar temas tan cotidianos como la vida en los pueblos, los triángulos amorosos o la lucha por los propios principios).

## Sinopsis

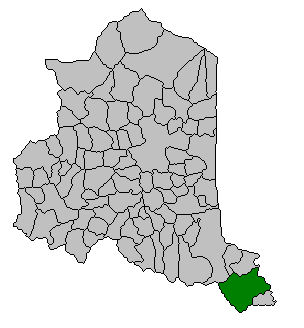
Localización de Banyuls de la Marenda

La obra explica las vacaciones veraniegas que Sagarra pasaba en el Puerto de la Selva y presenta una cafetería marinera, donde una chica, Caterina, ha sido abandonada por su amante y tuvo que abortar. Su tristeza se muestra cuando su hermana Rosa se casa con Rafael, un joven pescador, mientras ella tiene que soportar los rumores y susurros que se producen en la cafetería donde trabaja, donde la intimidad no existe. En este ambiente solo podrá casarse con un desconocido distribuidor de marisco de Banyuls de la Marenda, más mayor que ella y que no le agrada. Mientras tanto,  se va desarrollando un amor secreto y latente hacia Claudi, un pescador con carácter y alcohólico que quiere irse a las Américas, como vía de escape, ya que no ve futuro al pueblo. Al final, todo se soluciona con el casamiento entre Caterina i Claudí, que habían sido reflejados como dos perdedores durante toda la obra.

## Adaptaciones
Fue estrenada el 14 de febrero de 1933 en el Teatro Romea con una compañía dirigida por Maria Vila y Pius Daví, con Maria Morera. Desde entonces ha sido una pieza del reportorio clásico de Sagarra representada en diferentes ocasiones; la última vez fue durante la temporada 2002-2003, en el Teatro Nacional de Catalunya. Este último montaje de ‘’ El café de la Marina’’ lo dirigió Rafael Duran y participaron los actores y las actrices Mireia Aixalà Jordi Banacolocha, Lurdes Barba, Jaume Bernet, Laura Conejero, Carles Crucces y Pep Farrés, entre otros
En el año 2015 la Televisió de Catalunya estrenó una adaptación televisiva dirigida por Silvia Munt y protagonizada por Marina Salas y Pablo Derqui